# Yoo Byung-jae
Yoo Byung-jae (hangul: 유병재; rr: Yu Byeong-jae; nascido em 6 de maio de 1988), é um ator, personalidade de televisão e escritor sul-coreano. Yoo alcançou a fama em 2012 quando se tornou um dos escritores da terceira temporada do programa de comédia ao vivo Saturday Night Live Korea. Ele então se juntou ao elenco do programa, notavelmente interpretando o gerente sobrecarregado de uma estrela. Ele também apareceu em programas de variedades como Yoo Se-yoon's Art Video e First Day of Work. Sua crescente popularidade o levou ao projeto de "sexto homem" do programa Infinite Challenge, onde Yoo foi um das oito celebridades que competiram entre si para se tornar o novo membro do elenco regular do programa, porém perdeu o posto para o cantor Hwang Kwanghee.
Em 2015, Yoo fez sua primeira incursão como roteirista de drama para televisão, quando escreveu e estrelou The Age Superman, uma série de fantasia e comédia de sete episódio. Mais tarde naquele ano, ele se tornou o primeiro comediante a assinar um contrato com a YG Entertainment. O especial de comédia de Yoo, Too Much Information, foi lançado na Netflix em março de 2018, seguido de outros trabalhos para a plataforma.

## Filmografia

### Televisão
| Ano  | Título           | Papel         | Emissora | Notas                            |
| ---- | ---------------- | ------------- | -------- | -------------------------------- |
| 2015 | The Superman Age | Yoo Byung-jae | tvN      | também creditado como roteirista |

### Programas de variedades
| Ano  | Título                                   | Emissora | Notas            |
| ---- | ---------------------------------------- | -------- | ---------------- |
| 2012 | Saturday Night Live Korea - Season 3     | tvN      | roteirista       |
| 2012 | Yoo Se-yoon's Art Video                  | Mnet     |                  |
| 2013 | Saturday Night Live Korea - Season 4     | tvN      | membro do elenco |
| 2014 | Saturday Night Live Korea - Temporada 5  | tvN      | membro do elenco |
| 2014 | First Day of Work                        | tvN      | membro do elenco |
| 2015 | Saturday Night Live Korea - Temporada 6  | tvN      | membro do elenco |
| 2015 | Chuseok Special: Visible Radio Yeowoosai | KBS2     | membro do elenco |
| 2016 | Flower Crew                              | SBS      | membro do elenco |
| 2018 | Creaking Heroes                          | MBC      | membro do elenco |
| 2018 | Omniscient Interfering View              | MBC      | membro do elenco |
| 2018 | YG Future Strategy Office                | Netflix  | membro do elenco |
| 2018 | Great Escape – Temporada 1               | tvN      | membro do elenco |
| 2019 | Hollywood Breakfast                      | tvN      | gerente          |
| 2019 | Those Who Cross the Line – Temporada 2   | MBC      | membro do elenco |
| 2019 | Great Escape – Temporada 2               | tvN      | membro do elenco |

### Comédiastand-up- especiais de comédia
| Ano            | Título               | Papel         | Emissora | Notas                    |
| -------------- | -------------------- | ------------- | -------- | ------------------------ |
| Março de 2018  | Too Much Information | Yoo Byung-jae | Netflix  | ator, escritor e diretor |
| Agosto de 2018 | Discomfort Zone      | Yoo Byung-jae | Netflix  | ator, escritor e diretor |

### Participações em vídeos musicais
| Ano  | Título           | Artista(s) |
| ---- | ---------------- | ---------- |
| 2015 | "Zutter"         | GD&TOP     |
| 2018 | "Where R U From" | Seungri    |